# 宍戸氏
宍戸氏（ししどし、ししどうじ）は、日本の氏族の一つ。

## 八田氏族の宍戸氏
平安時代末期から鎌倉時代にかけて活躍した源頼朝の重臣八田知家を祖とし、小田氏と同族である。この一族は中世常陸に勢力を築き、佐竹氏の秋田移封にともない、近世秋田に移った。また南北朝時代に安芸に下向した一族は、のちに毛利氏と結んで安芸にも勢力を扶植した。

### 出自
宍戸氏は藤原北家道兼流、宇都宮宗綱の子八田知家（家伝では源義朝の十男ともいう）を祖とし、小田氏は同族にあたる。平安時代末期の常陸は、常陸平氏が大掾職を世襲し大掾氏を名乗り、常陸南部を勢力下に置いていた。また常陸北部には清和源氏佐竹氏が勢力を誇っていた。
治承・寿永の乱（源平合戦）の際には、下野の小山氏、下総の千葉氏らは早くから頼朝に従ったが、常陸平氏の多くや佐竹氏らは消極的姿勢に終始、しかし次第に頼朝への臣従を余儀なくされる。頼朝は常陸への押さえとして、寵臣の八田知家を入れ、知家は常陸のほか下野、美濃などに所領を与えられて常陸国守護職となり、その一族は小田氏を本宗として常陸を支配していく。
八田知家には多くの子があり、長子知重に始まる嫡流は、筑波山南麗に本拠を置き小田氏を称し、次男有知は美濃国伊自良荘を伝領して伊自良氏、三男知基は下野国茂木保を譲られて茂木氏、そして四男家政が後年宍戸荘とも私称される小鶴荘を受け継ぎ、宍戸氏を称した。

### 鎌倉時代
小田氏本宗はしばしば幕府北条氏と対立、また小田氏の当主幼年などに際して、嫡流に代わり宍戸氏が常陸守護を務めるなど、宍戸氏は重要な一族となる。

### 南北朝時代・室町時代
宍戸氏は一貫して足利氏に味方して各地で戦功をあげ、南朝に与して衰退した小田氏とは対照的な姿を見せる。またこの時期安芸に下向した一族は、安芸国高田郡内に土着し、のちに毛利氏と結んでこの地方にも勢力を築いた。
室町時代、宍戸氏は鎌倉府の関東足利氏に仕え、しばしば京都の幕府への使者を務めるなど、一族の多くが鎌倉府の中枢にあって重きを成し、勢力は最大となる。
戦国時代に入り、宍戸氏はやがて戦国大名として台頭した佐竹氏の常陸統一の勢いに抗し切れず、佐竹氏麾下の武将となった。

### 近世
慶長5年（1600年）関ヶ原の戦いに中立を維持した佐竹氏は、減封の上、秋田へ国替えを命じられるが、宍戸氏常陸時代最後の当主宍戸義長はこれに従わず、常陸にとどまり、佐竹氏の秋田移封には、佐竹義宣の命により宍戸源左衛門秀知が随従した。また一族のうち宍戸四郎兵衛久辰もこれに従った。秋田に移った宍戸氏は、八田知家三男知基の嫡流、秋田藩家老茂木氏とともに、南部藩境の要衝十二所に配され、代々藩主直臣として佐竹氏に仕えた。

### 人物
宍戸家政
名前は宗政とも。八田知家の四男。文治4年（1188年）に生まれる。官位は従五位下、左衛門尉、筑後守。通称は宍戸四郎、四郎左衛門尉。鎌倉から常陸国笠間郡宍戸荘に住んだことからはじめて宍戸を称する。建保元年（1213年）5月3日の和田合戦では北条氏側で参戦。鎌倉琵琶橋において和田義盛方の武将朝比奈義秀と組み合いになり討ち死にする。法名は貞阿。
宍戸家周
宍戸家政の子。兄弟に時家。子に家宗、家氏がいる。承元元年（1207年）に生まれる。官位は従五位下、兵衞尉、壱岐守。通称は四郎。承久の乱では鎌倉を守護する。寛元3年（1245年）、小田泰知が亡くなるが跡継ぎの時知が幼少のため、家周が常陸守護となる。文永5年（1268年）8月21日に死去、享年62。法名は仏心。
宍戸家宗
宍戸家周の子。兄弟に家氏。子に家時、知宗がいる。文暦元年（1234年）に生まれる。左衛門尉。弘安7年（1284年）2月4日に死去、享年51。法名は仏心または心仏。
宍戸家時
宍戸家宗の子。兄弟に知宗。子に知時、家義がいる。正嘉2年（1258年）に生まれる。官位は従五位下、左衛門尉。通称は五郎。宍戸荘の山野宇に住む。正応5年（1292年）11月18日に死去、享年35。法名は道知。
宍戸知時
宍戸家時の子。兄弟に家義。子に朝家がいる。弘安3年（1280年）に生まれる。官位は従五位下、安芸守。通称は孫四郎、弥四郎。元弘3年（1333年）に六波羅で赤松則村と戦う（『太平記』）。嘉暦3年（1328年）1月9日に死去、享年49。法名は性知。新田義貞の鎌倉攻めに参戦。
宍戸持里
朝里（朝家）の曾孫。常陸国山尾城に住む。嘉吉元年（1441年）に佐竹義憲に従って小栗城を攻める。
宍戸義長
持里の4世孫。 はじめ小田氏治に従い、後に佐竹義重に属する。文禄年間に海老島に移る。

## 安芸国の宍戸氏

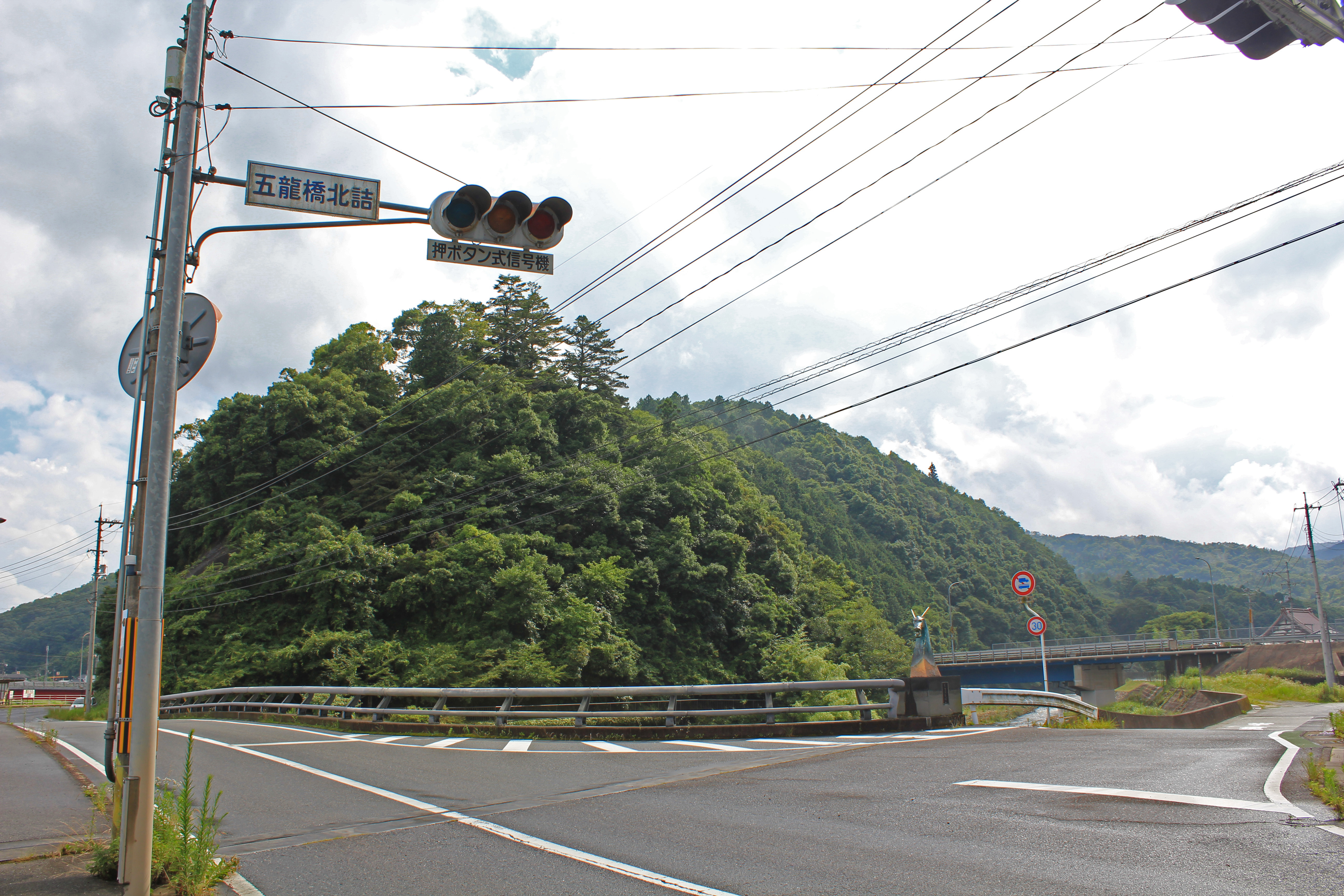
安芸宍戸氏の根拠地、五龍城

安芸国の宍戸氏は、八田氏族の宍戸氏が安芸国に移り住んだことにはじまる。

### 歴史
南北朝時代初期の宍戸氏当主は宍戸朝里であった。朝里は足利尊氏とともに上洛し、元弘3年（1333年）、六波羅探題を落として、その功により従五位上に叙せられた。翌、建武元年（1334年）には、安芸守に任ぜられ、甲立庄を賜り、名を朝家と改めた。
建武2年（1335年）、新田義貞の軍を破って京都に攻め上った尊氏に従って、宍戸朝家も上洛。以後は尊氏が窮地に陥っても常に従い、建武3年（1336年）の多々良浜の戦いでは菊池武敏を大将とする九州の宮方と戦い、勝利を収めている（西源院本『太平記』）。
安芸国に移住した朝家は、柳ヶ城を築いて居城とした。しかし要害の地ではなかったため、新たに居城を構える必要に迫られた。そのため可愛川向かいの元木山に築城を計画し、五龍王を勧請して水を祈り、水を得て、ここに城を築いた。これが宍戸氏260年の居城となる五龍城である。これを根拠地として、安芸宍戸氏は安芸国に勢力を築いていくのである。
安芸宍戸氏の中興の祖である宍戸元家は、元々常陸宍戸氏の出であったとされる（元家の項を参照）。その子である宍戸元源は勇将と知られ、安芸国人の盟主格の毛利氏とたびたび抗争しこれを苦しめたが、毛利元就の代になると和解し、孫である宍戸隆家の妻に元就の娘五龍局を迎え、以後宍戸氏は毛利氏と協力関係となり、天文9年（1540年）の吉田郡山城の戦いでは出雲国の尼子詮久（後の尼子晴久）を撃退するのに協力した。
毛利氏が天文24年（1555年）の厳島の戦いで陶晴賢を倒し西国の覇者となった後は、宍戸氏は毛利氏の一門衆として毛利両川に次ぐ待遇を受け、伊予の大名である河野氏と姻戚関係を結び、小早川氏とともに南海道の四国・伊予国への大きな影響力を発揮した。また山陽道では備後国方面の攻略を担当した。
慶長5年（1600年）関ヶ原の戦いで毛利氏が減封され防長に移った際はこれに同行し、長州藩の一門として代々家老を務め、周防国三丘1万1000石を領した。
幕末維新期の当主宍戸親基は国事に尽して勲功があった。維新後ははじめ士族となった。明治17年（1884年）に華族が五爵制になった際に定められた『叙爵内規』の前の案である『爵位発行順序』所収の『華族令』案の内規（明治11年・12年ごろ作成）や『授爵規則』（明治12年以降16年ごろ作成）では旧万石以上陪臣が男爵に含まれており、宍戸家も男爵候補に挙げられているが、最終的な『叙爵内規』では旧万石以上陪臣は授爵対象外となったためこの時点では宍戸家は士族のままだった。
明治15年・16年ごろ作成と思われる『三条家文書』所収『旧藩壱万石以上家臣家産・職業・貧富取調書』は、宍戸親基について旧禄高を1万1000石、所有財産および貧富景況は空欄、職業は無職と記している。
旧万石以上陪臣家の叙爵が行われていた時期である明治33年5月5日に旧万石以上陪臣家にして、華族の体面を維持できる財産も所持していることから親基の養孫宍戸乙彦（毛利親詮の子）が華族の男爵に叙せられた。昭和前期に宍戸男爵家の住居は山口県熊毛郡三丘村にあった。達彦の代の平成前期の住居は山口県岩国市川西にあった。
また幕末期、宍戸親基の息子の徳裕が幼少だった為、親基の養子として長州藩政に参画した宍戸璣は、後に分家して宍戸別家を起こし、司法大輔、教部大輔、駐清国特命全権公使、参事院議官、元老院議官などを歴任し、その勲功により明治20年5月に華族の子爵に叙せられている。その養子功男（毛利之弘五男）の代の昭和前期に宍戸子爵家の住居は東京市荒川区日暮里町にあった。廣慶の代の平成前期には同家の住居は東京都港区高輪にあった。

### 人物

#### 歴代当主
1. 宍戸朝家 ： 朝里。宍戸知時の子。子に基家、知宗、氏時、朝治がいる。徳治元年（1306年）に生まれる[26]。官位は安芸守（『安芸宍戸系図』、『鹿島文書』[3]）。安芸四郎[3]（西源院本『太平記』、『鶴岡社務記』[3]）。貞治2年（1363年）5月20日に死去、享年58[26]。法名は理阿[26]。
2. 宍戸基家 ： 宍戸朝家の子[26]。兄弟に知宗、氏時、朝治[37]。子に家秀、熊谷但馬守宗直室の娘がいる[37]。嘉暦2年（1327年）に生まれる[26]。官位は従五位下、遠江守[26]。応永3年（1396年）7月8日に死去、享年70[26]。
3. 宍戸家秀 ： 宍戸基家の子。兄弟に熊谷但馬守宗直室の女子。子に持朝がいる[37]。観応2年（1351年）に生まれる[37]。官位は従五位下、安芸守[37]。永享元年（1429年）4月11日に死去、享年79[37]。
4. 宍戸持朝 ： 宍戸家秀の子。子に興家がいる[37]。永徳2年（1382年）に生まれる[37]。官位は従五位上、備前守[37]。通称は弥三郎[37]。はじめ“家忠”と名乗る[37]。長禄3年（1459年）9月5日に死去、享年78[37]。法名は一空真覚[37]。
5. 宍戸興家 ： 宍戸持朝の子。子に時家、九郎五郎[37]。養子に元家がいる[37]。応永34年（1427年）に生まれる[37]。官位は従五位下、安芸守[37]。宍戸元家に家督を譲る。
6. 宍戸元家 ： 常陸宍戸氏の一族、後期安芸宍戸氏初代
7. 宍戸元源
8. 宍戸隆家
9. 宍戸元続 ： 毛利氏の防長移封に従ったため、安芸国の領主としての宍戸氏は終焉（しゅうえん）した。

#### その他
- その他、宍戸氏の一族で宍戸元家の子に宍戸家俊がいる。修行の後に秘術を得て、司箭院興仙と名乗り、管領細川政元に仕えて活躍している。

## 陸奥宍戸氏
現在福島県や宮城県に多い宍戸姓の来歴については、現在まで確かな文献が見つかっておらず定かでないが時代毎に移住したと思われ複数の系統が居る。
大石宍戸家
子孫が所持する家系図によれば、天文の乱で滅びた懸田氏の祖と言われている高松近江守定隆が正中2年（1325年）に信夫郡岡本の地（現在の福島市岡島古屋館）に在住した際に、初めてその家老として仕え、建武2年（1335年）に定隆が城を伊達郡懸田に移した際、定隆の下知により霊山麓大石郷に１２貫を押領して、以後は大石を拠点とした(大石宍戸）。福島市岡島には高松近江守の居城跡と伝える城郭跡が見つかっており、また『霊山町史』によれば、大石地区にも霊山神社周辺をはじめ複数の中世山城跡が確認されている。
このように大石宍戸氏は、北畠顕家の与力であった高松定隆の家臣となったが、大石宍戸家の初代となった宍戸義秀の父は宍戸家義とされており、家義の父は常陸宍戸氏当主宍戸家時と推測される。
南北朝以後の大石宍戸氏は大石郷より宇多郡本郷(所在地不明）のち伊具郡に移り、永享年間（1430年代）より伊具氏の丸亀城（所在不明。丸森城と同一か）の老役として代々丸森袖五郎屋敷に居住した（福島から丸森に至る阿武隈川河畔水沢の地に隣接して袖五郎の地名、および屋敷現存）。
伊達稙宗隠居後の家老役として丸森城に出仕した大石宍戸氏は、稙宗の死後お役御免となり、以後丸森の地に土着(堀畑屋敷、のち漆原屋敷）。子孫は江戸期を通じて大肝入、肝入役を務め明治に至っている。江戸期には、肝入役として代々「宇多右衛門」を称していたのが、享保年間に伊達吉村が伊具郡検分の際、宍戸家当主が伊具郡の肝入であるにも関わらず「宇多右衛門」を称していては、宇多郡の肝入と間違えるので以後「伊具右衛門」と称すべしと下知され、以後「伊具右衛門」に改称したという逸話なども残っている（風土記御用書出丸森村「代數有之御百姓書出」六代相続堀畑屋敷栄吉の項に記載。丸森町史資料編195にも転記）。
子孫は明治の一時期丸森町の助役などを務めた（宍戸利蔵：明治37年～42年、丸森町史）。宍戸家歴代の墓は、丸森町の西円寺に近年までかろうじて残っていたが、東日本大震災による墓石の倒壊により、すでに整理されて現存しない（平成24年墓石整理。「天保12年完戸〇右ェ門」「宝暦12年完戸屋伝三郎」「完戸茂吉」等と刻銘の墓石複数あり）。また、伊達稙宗が見て驚き出仕を乞うたと云われる霊山国司(北畠顕家）の御家来家筋を示す伝来の武具甲冑類も、安政4年（1854年）、放火により家屋が全焼。焼失して現存しない（宍戸一晴氏所有宍戸系図控え）。
伊達稙宗の時代に稙宗に仕えて数々の忠勲があり、天文11年稙宗次男実元上杉入嗣の際に随行精鋭100騎の中に加わり（九郎左衛門、宍戸下野守、蕨宍戸家文書、伊達成実家臣団の項）、天文の乱で懸田俊宗とともに稙宗側に与したため家跡断絶となった宍戸氏一族（晴宗公采地下賜録240&248、伊達晴宗知行充行状「伊達家文書1-29」等）との関係は不明。
寛保～寛延年間にかけて伊具郡の大肝入役を務めた宍戸伊具右衛門（初め宇多右衛門、「代數有之御百姓書出」六代相続栄吉の項の第3代）には長子只右衛門（寛保元年～延享2年肝入役）の他に娘（金津村大肝入役宍戸兵内の妻、兵内は伊具右衛門養子として分家。「角田市史3、地形分遜願2及び3」）及び次男伊惣治（上地の祖）有り。
風土記御用書出丸森村「代数有之御百姓書出」のなかに「六代相続堀畑屋敷栄吉」と共に記載の「七代相続水澤屋敷御外人守仲蔵」とある宍戸家についても、水沢の地が袖五郎の地に隣接していること、享保15年の伊達吉村検分の際の逸話の記載がこちらにもあること、水澤屋敷の当主が代々伝十郎を名乗り、西園寺にあった墓の一部に「宍戸屋伝三郎」の銘があったことなどから判断して堀畑屋敷の宍戸家とは同族であろうと推測される。なお、「水澤屋敷の宍戸家」は、江戸期を通じて米沢から仙台に至る阿武隈水運の中継地水沢の御城米問屋として代々この地の御判肝入を務め、この地域の物流に重要な役割を担った。

### 五十沢宍戸家
江戸時代には幾度となく名主をつとめ、また本家と同格に名字帯刀していた。なお、五十沢村は西の上村と東の下村に2分してそれぞれに名主があり、宍戸氏は上村の名主を務めた。
江戸時代の宍戸氏は喜宗治を襲名しているが、19世紀初めの3代目喜宗治は、養蚕業で栄えた伊達郡で蚕糸を買い取り、江戸の三井と提携して蚕糸の販売で富を築いた。その財で貧しい者を密かに支援したり、金華山黄金神社の財政破綻の折には多額の寄進をしたり、桑折陣屋焼失には金50両、江戸城西丸焼失の際には金100両を献金するなどの事業を行っている。また和歌にも優れていたという。
幕末の4代目喜宗治は、幕臣として、貧民救済に数百両、西根堰改修に数百両を供出し、江戸城本丸焼失の普請金1,000両、海防費500両、将軍進発用金1,500両、さらに桑折陣屋の人夫の割り当て等、巨額の献金をした。これより江戸幕府から子孫永代に渡る名字帯刀と上級武士と同等の正門の建築を許された。
また明治2年（1868年）、戊辰戦争末期の東北戦争では同族の仙台藩宍戸家大番組50人を預かり、金品、酒などを供出した。
明治以降も五十沢村の村長、学校の校長を出すなど、地域の重鎮として活躍した。
現在、直系は宍戸七郎治の屋号を持ち、五十沢の宍戸氏は20数戸ある。なお、阿武隈川を挟んで五十沢の対岸になる伊達郡舟生（現伊達市梁川町富野）にも多くの宍戸姓があるが必ずしも五十沢宍戸家と同族ではない。

### 耕野宍戸家
五十沢から宍戸大和泉が陸奥国伊具郡西根の耕野（こうや：現在の宮城県伊具郡丸森町耕野）に分家し、慶長5年（1600年）、伊達政宗の白石城攻略の折、伊達政宗に従って功績をあげた。宍戸大和泉の分家筋も伊達政宗から宍戸姓を名乗ることを許され現在まで血脈を保っている。
伊達氏の白石城攻略時の耕野は最前線と位置づけられ、半農半士の耕野の住民に加勢を要請したものと思われる。
宍戸大和泉を初代とする耕野宍戸家は以後名前の一部に「和泉」「駿河」を数代繰り返す。耕野が伊達政宗の支配になってからは伊達家の直轄地となり、耕野、大張の主要十一家を基盤に馬上十一騎と槍鉄砲百五十人組が組織され、そこに住む住人は「僅かな金数と兵役をもって年貢とする」という厚遇を受け、国境の警備を担当し相馬氏との戦いでもまた功績をあげたという。宍戸大和泉の家系も馬上十一騎構成する十一家の一つである。
『丸森町史』の中に監修されている文献や「耕野に移り住む前から庄屋だった」との言伝えから五十沢　宍戸家（屋号　庄屋）からの分家が移り住んだ説が有力である。耕野宍戸家に関する記述は以前に家屋が火災に遭い家系図その他文献が焼失している為、直系子孫に伝わる言伝えと『丸森町史』をもとに編集している。
耕野には他にも宍戸姓の家系があり同じく五十沢から移住したものと思われる。現在の宮城県白石市の宍戸姓は伊具郡西根耕野の各宍戸家の流れを汲むもの多い。
五十沢の有力者であった小野刑部は、上杉景勝の家臣で梁川城主となった須田長義に仕え、伊達政宗の伊達郡侵攻を撃退した戦での功を認められている。この小野刑部自筆の大盤振る舞いの座敷割りに宍戸左馬之丞の名がある。この座敷割りには宍戸氏以外に岡崎氏、引地氏（曳地氏）、佐藤氏、遠藤氏の名がある。江戸時代を通じて何度も領主や代官が替わったにもかかわらず、いずれも現代に至るまで五十沢の主要家系として血脈をたもち、明治以降は五十沢村の村長、校長などを輩出している。
その他、旧伊達家領地の仙台青葉城以南、亘理、角田、川崎には伊達一門の知行地があり、そこにも宍戸姓があることから伊達家との繋がりがうかがわれる。